# 拉爾夫 (新視野號)

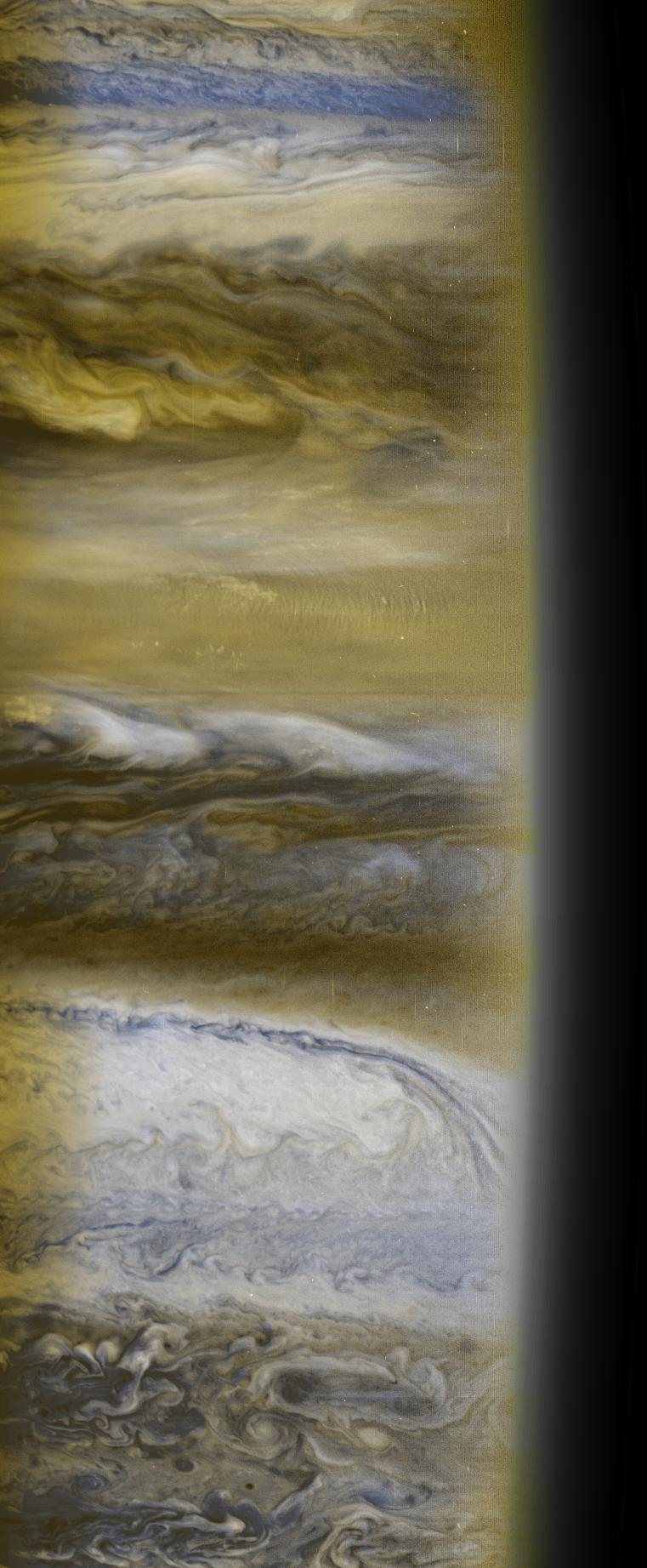
木星的拉爾夫的MVIC拍攝的木星合成影像。

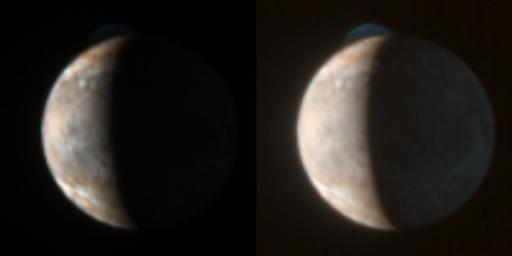
拉爾夫的MVIC頻道拍攝的木星衛星埃歐。

拉爾夫（英語：Ralph）是2006年發射的新視野號太空船上的一個科學儀器。拉爾夫是一款可見光和紅外線成像儀和光譜儀，根據硬體數據提供相關天文目標的地圖。拉爾夫有兩個主要的子儀器：LEISA和MVIC。MVIC是英文「Multispectral Visible Imaging Camera」首字母的縮寫，是一種彩色成像設備：「多光譜可見光成像相機」；LEISA則是「Linear Etalon Imaging Spectral Array」，「線性標準成像光譜陣列」，是一種用於太空飛行的紅外成像光譜儀。LEISA觀察1.25到2.5的250個離散波長的紅外光 。MVIC是一種推掃掃描儀類型的設計，有七個通道，包括紅色、藍色、近紅外（NIR）和甲烷。

## 概述
拉爾夫是「新視野號」上的七件主要儀器之一，該太空船於2006年發射，並於2015年7月飛越矮行星冥王星。
在冥王星，拉爾夫能够觀測到許多方面，包括：
- 冥王星地質
- 類型
- 結構
- 表面成分
- 表面溫度

拉爾夫和愛麗絲在2015年被用來描述冥王星大氣層。拉爾夫在新視野號前往冥王星的途中，在2006年和2007年經過木星時，曾被用來觀測木星及其衛星。拉爾夫於2007年2月對木星進行了觀測，當時「新視野號」距離木星約600萬公里（近400萬英里）。
2019年1月1日，拉爾夫在「新視野號」飛越期間拍攝了小行星(486958) 天空（Arrokoth在波瓦坦語中意為「天空」）的彩色影像。拉爾夫與遠程偵察成像儀（LORRI，Long Range Reconnaissance Imager）一起被用來製作這顆小行星的數位高程圖。
拉爾夫的一個版本搭載在露西號上，該太空船將在21世紀20年代訪問六顆木星特洛伊和一顆小行星(52246) 唐納德約翰遜。該太空船的開發人員特別注意到拉爾夫通過分裂光束來觀察可見光和紅外光，然後同時分析兩種光譜的能力。

## 命名

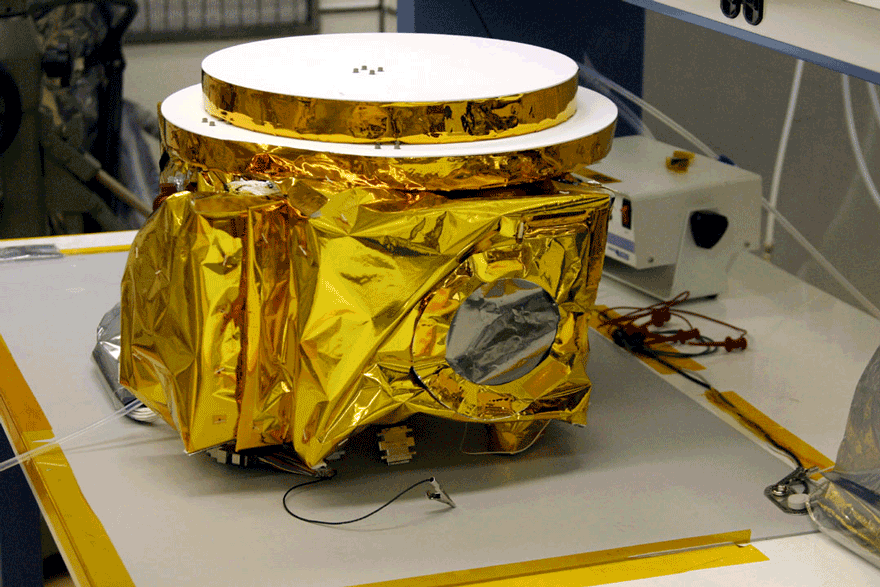
拉爾夫

拉爾夫是以20世紀50年代電視節目《蜜月客》中的一個角色命名的，「新視野號」的另一個儀器，愛麗絲也一樣。
2017年6月，美國國家航空暨太空總署將從「Linear Etalon Imaging Spectral Array」首字母縮寫為LEISA的「線性標準成像光譜陣列」以拉爾夫的專案經理的名字，重新命名為「莉沙·哈達韋紅外測繪光譜儀」（英語：Lisa Hardaway Infrared Mapping Spectrometer）。莉沙·哈達韋是一名航空航太工程師和「新視野號」拉爾夫儀器專案經理，於2017年1月去世，享年50歲。哈達韋被美國航空航太學會（洛磯山分會）授予2015-2016年度最佳工程師，2015年，航空航太女性組織授予她領導獎。2017年夏天，美國國家航空暨太空總署為紀念她，將LEISA頻道重新命名。
莉莎為新視野號和我們探索冥王星的成功做出了令人難以置信的貢獻，我們想以一種特殊的方法慶祝這些貢獻，為她奉獻LEISA光譜儀。.——「新視野號」首席研究員阿蘭·斯特恩

## 觀測甲烷
拉爾夫能力的一個例子是在冥王星表面探測到甲烷（左），覆蓋在右側「LORRI」（遠程偵察成像儀）的影像上：

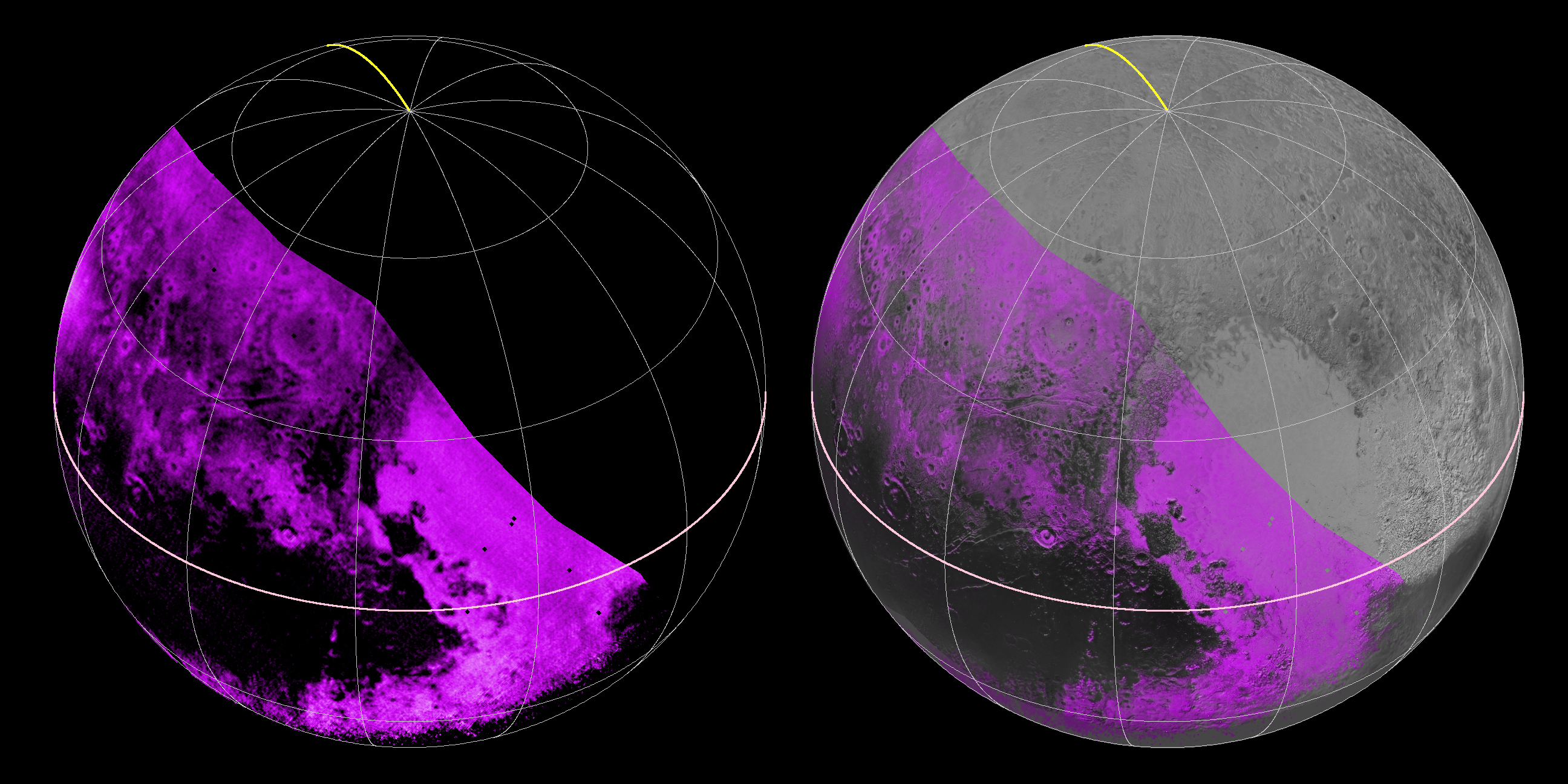
拉爾夫探測到甲烷（左）覆蓋在LORRI的矮行星冥王星影像上（右）。

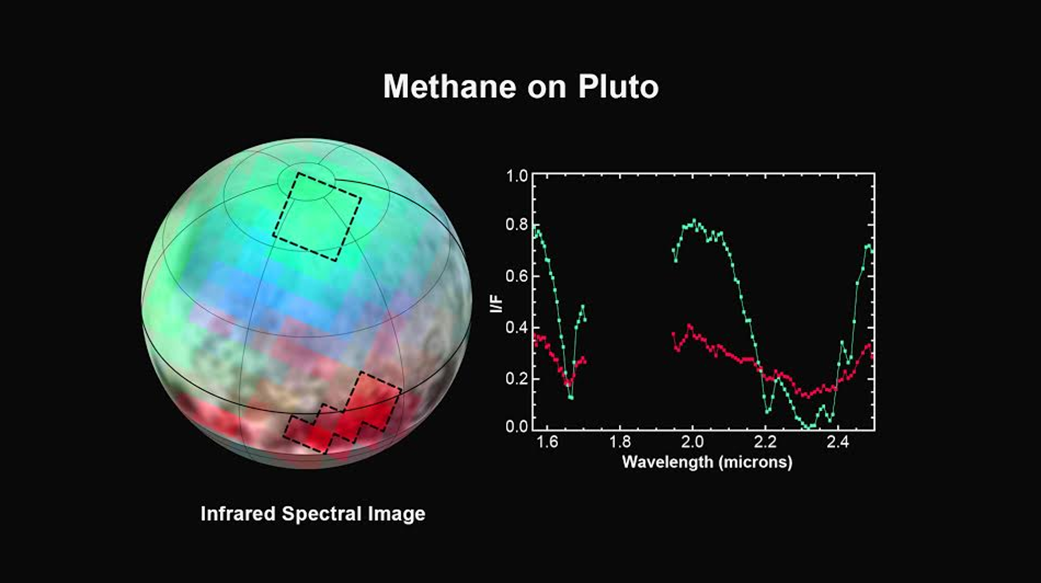
LEISA通道數據，顯示了冥王星的低清晰度紅外影像，但記錄這顆矮行星的紅外光譜為假色。圖右中顯示的兩個紅外光譜區域，是圖左的全球地圖中的輪廓標示區域。1微米為1000nm，可見光低於1微米。

2018年宣告，根據「新視野號」的高解析度數據，冥王星的一些平原上有由甲烷冰顆粒組成的沙丘。這些沙丘被認為是由冥王星的吹風形成的，冥王星的密度不如地球，並被與太陽系其它地方，如土星的衛星泰坦的沙丘比較。

## 規格
規格：
- 質量：10.5（23磅）
- 最大功率使用：7.1 watts
- 望遠鏡設計：
  - 無遮蔽
  - 離軸
  - 三鏡消像散
- 口徑75 mm[22]。
  - 焦比/8.7
  - 有效焦距 658 mm
- 電子控制板
  - 探測器電子設備（DE）
  - 指令和資料處理（C&DH）
  - 低壓電源（LVPS）

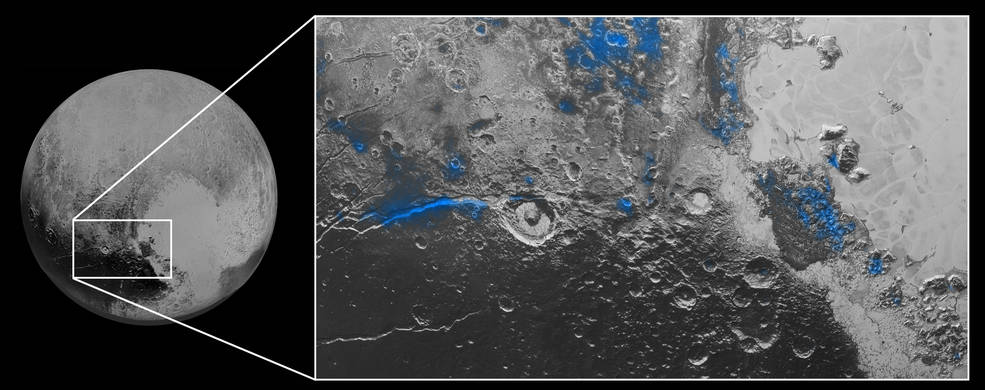
拉爾夫的MVIC成像光譜特徵呈現在冥王星上的水冰，影像頂部用藍色標注的是LEISA檢測到的水冰。

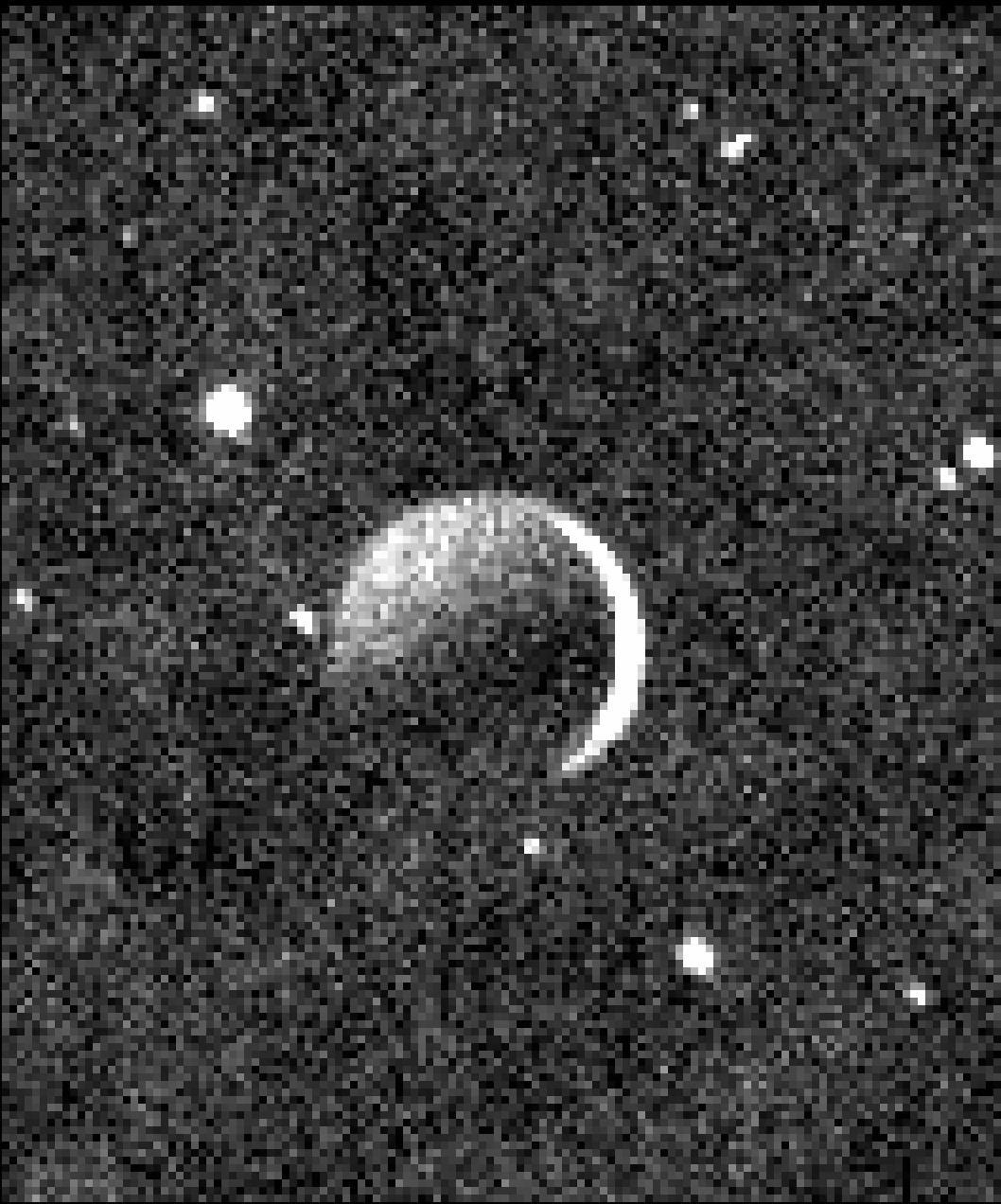
這張光線極低的照片是拉爾夫的MVIC，使用星光和冥王星反照照亮的冥王星衛星卡戎的黑暗面。

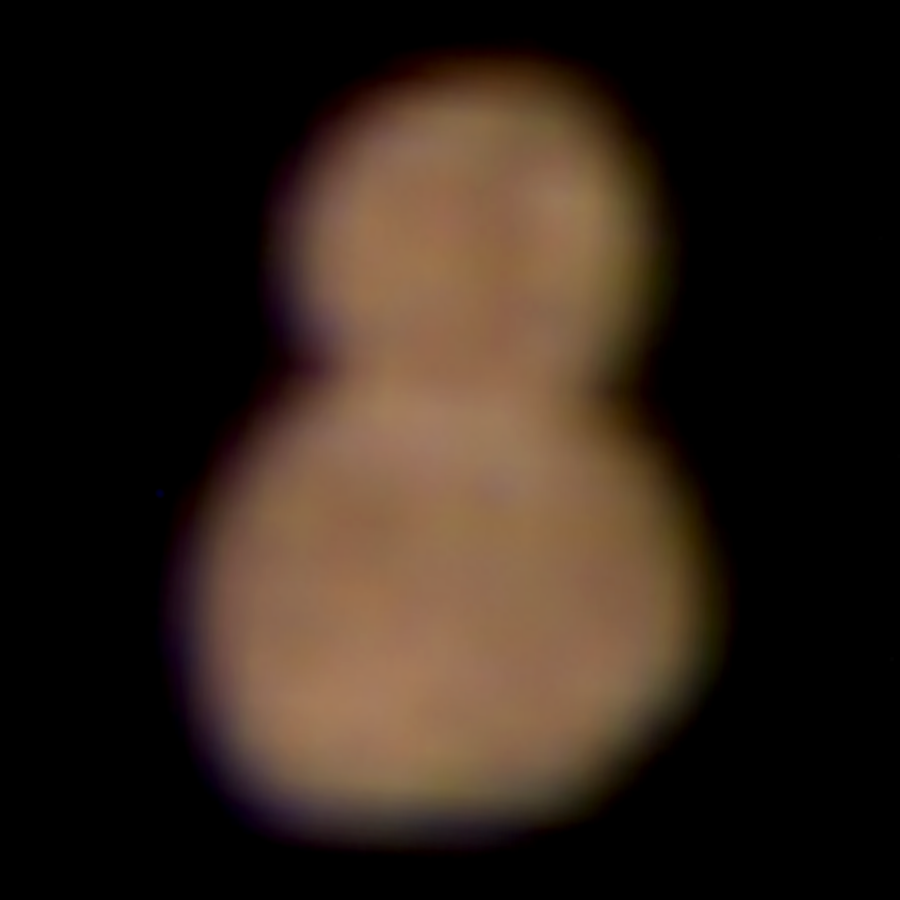
拉爾夫的MVIC拍攝的小行星(486958) 天空的圖片（2019年1月2日發佈）。

一架望遠鏡將光提供給LEISA和MVIC通道，光由二向色分光鏡分離。
- MVIC檢測波長在400和975 nm之間的光
- LEISA檢測波長在1250和2500納米之間的光

MVIC有七個寬而短的CCD，利用時間延遲和積分成像區域。 這些通道的分辯率為5024×32點數，較大的方向提供影像的線束。七個通道中的六個用於延時積分成像，第七個通道的陣列為5024×128，用於導航成幀。MVIC的視野為5.8度寬，幀通道具有5024×128點數大小，是全色的，視場為5.7度×0.15度。不同與其它六個通道，它可以盯著一個目標拍攝影像。此通道的目的是支持光學導航。導航通道是一個作為單幅幀操作的幀陣列，而不是其它通道的通過時間延遲積分生成影像。
MVIC通道：有六個通道使用時間延遲集成，另一個通道採用幀並用於導航。
- 2個全色通道（觀察400至975 nm的波段)
- 藍色（400–550 nm）
- 紅色（540–700 nm）
- 近紅外（光的波長由780至975 nm）
- 甲烷通道（860–910 nm）
- 導航通道/成幀陣列

2015年7月14日，當「新視野號」距離冥王星47,000公里時，LEISA在距離冥王星最近的地方獲得了冥王星的最高分辯率數據，約為3公里/像素。

## 影像
在2015年7月14日飛越冥王星期間，拉爾夫收集了冥王星及其衛星的數據，產生了各種影像結果。此外，MVIC顏色通道通常是全色的LORRI影像上的顏色來源。

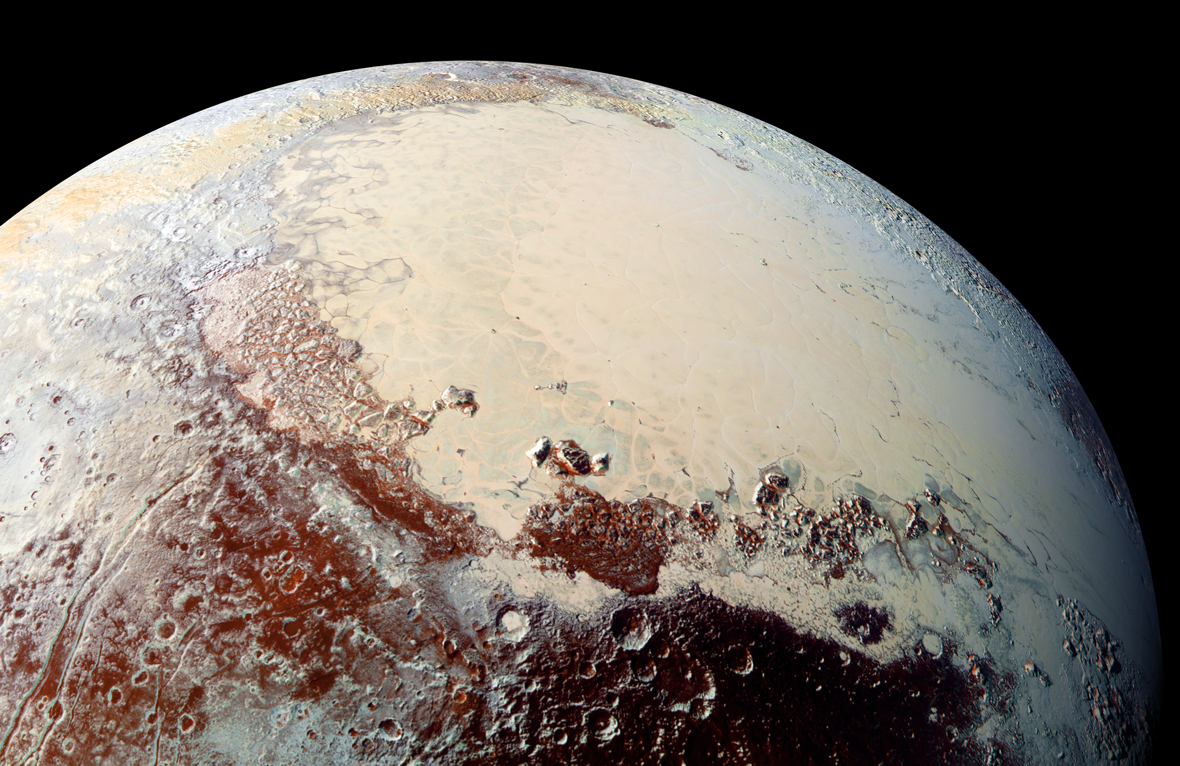
這張2015年7月飛越冥王星的照片包括拉爾夫MVIC的紅色、藍色和近紅外顏色數據。

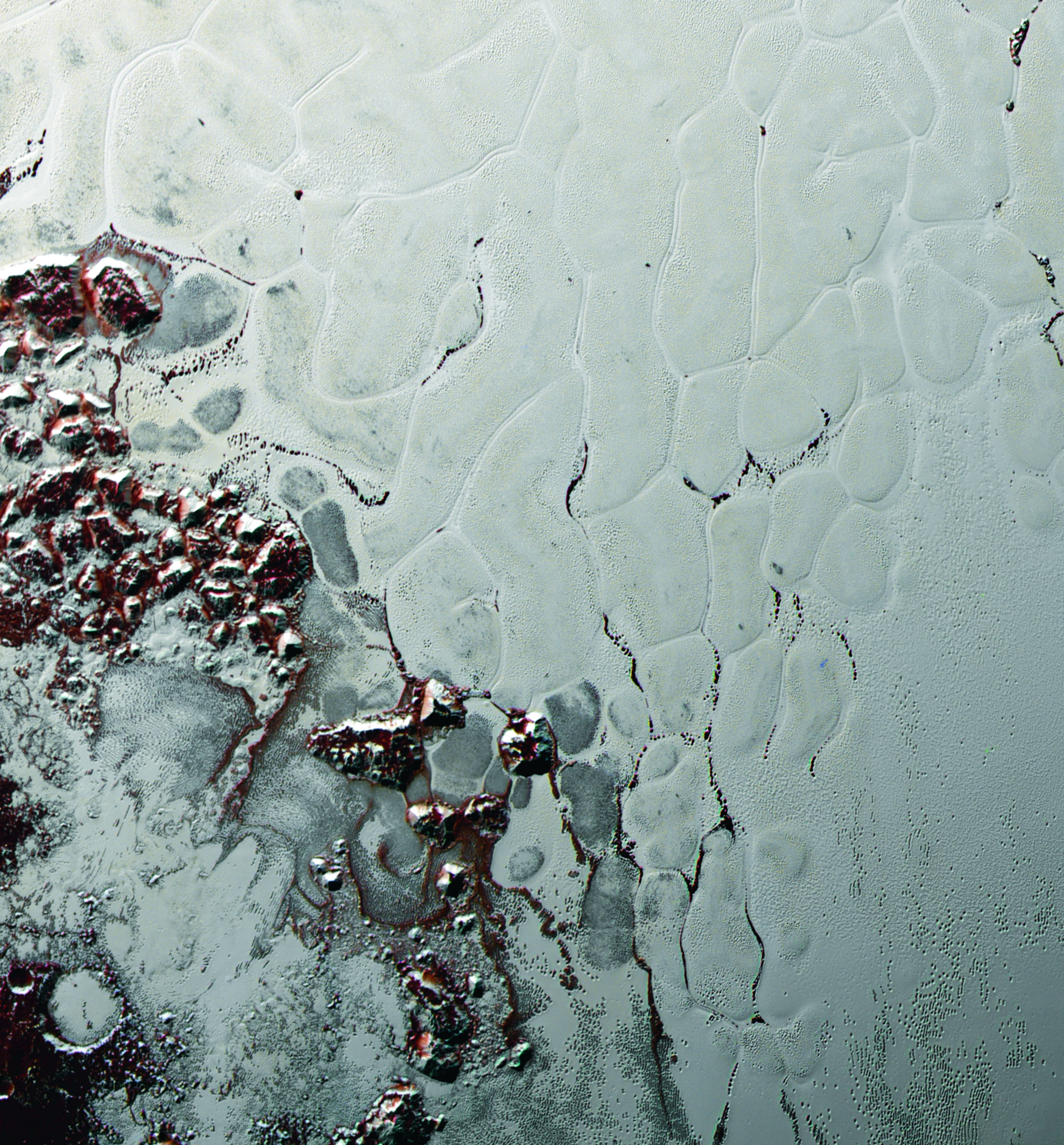
拉爾夫的MVIC於2015年7月14日拍攝的冥王星250英里（400公里）的剖面圖。

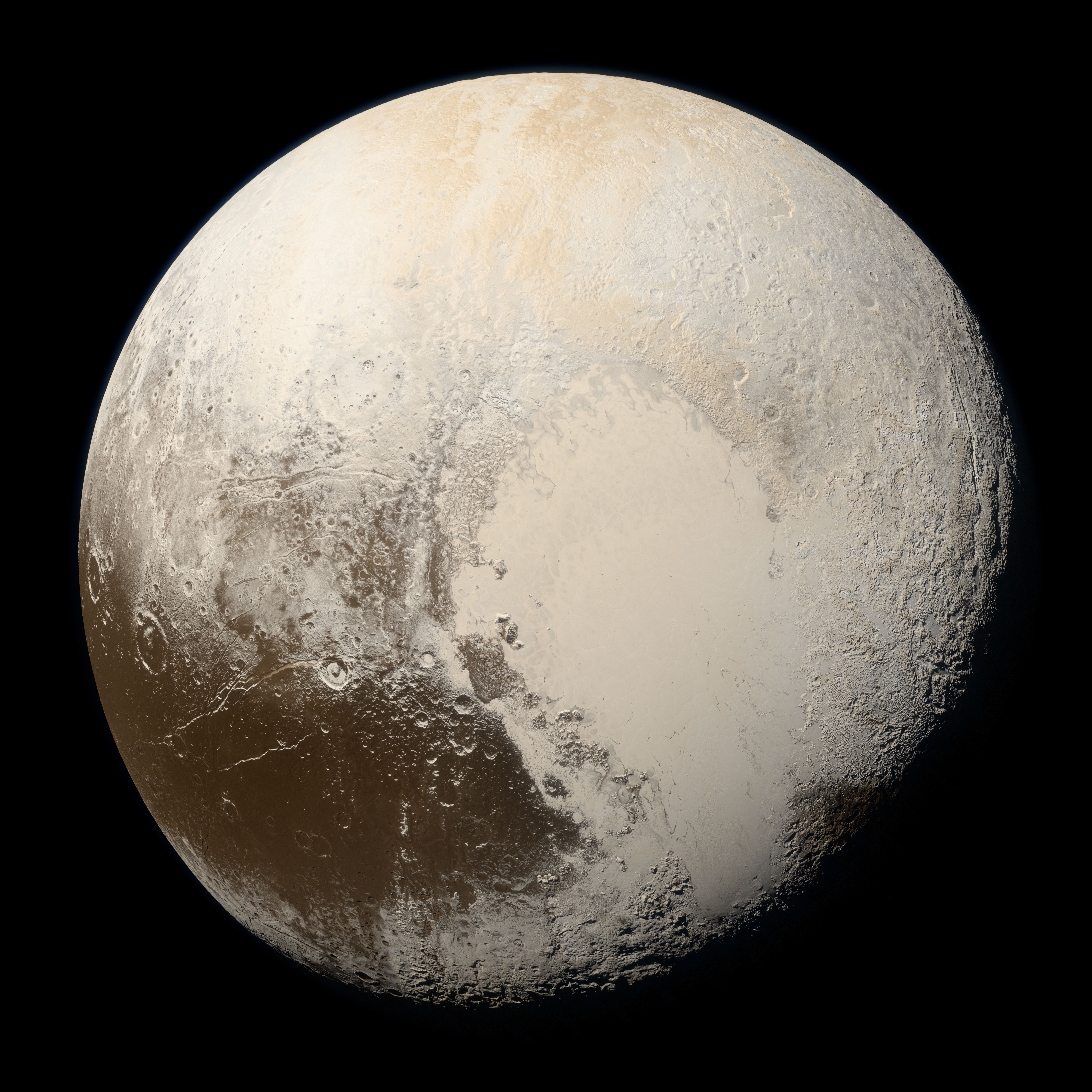
嘗試僅使用MVIC通道的數據進行自然色視圖。

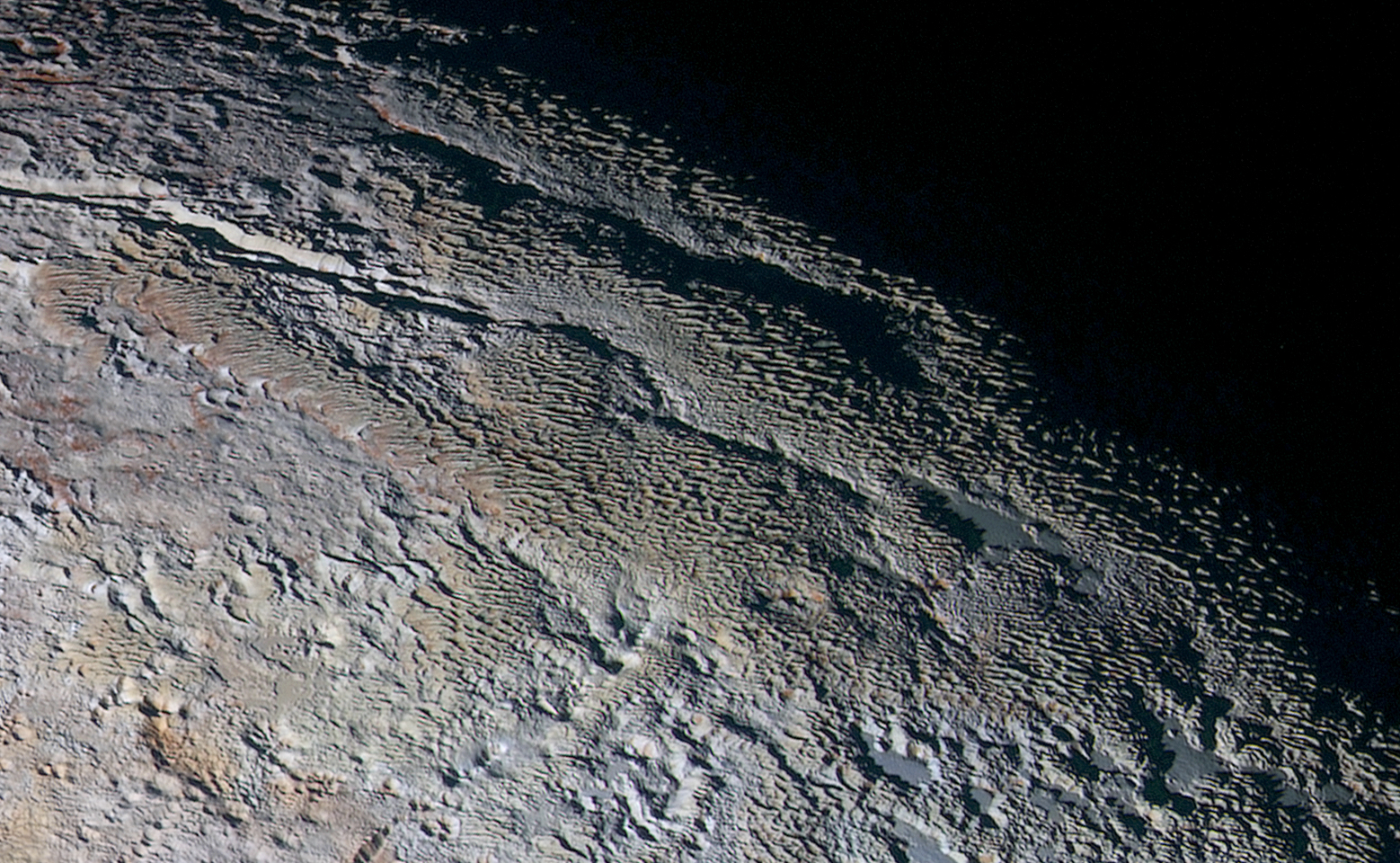
LORRI的影像例子。這是2015年飛越矮行星冥王星時的地形圖，其中包含來自紅、藍和近紅外通道的拉爾夫MVIC數據。這張照片的視野直徑約為330英里（530公里）。

## 註解
1. ↑  「新視野號」LORRI和MVIC儀器，在2019年1月1日同時各別拍攝的黑色和彩色照片疊加合成的照片[30]。

## 外部連結
- New Horizons' Instrurments (NASA) （页面存档备份，存于）
- NASA – Ralph
- Compares the fields of view of various New Horizons instruments including Ralph channels